# Список особо охраняемых природных территорий Смоленской области

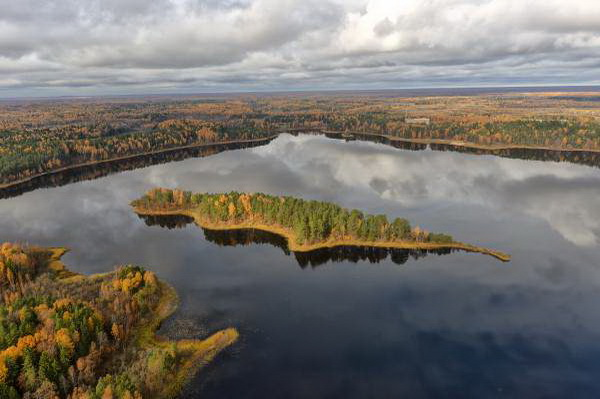
Национальный парк «Смоленское Поозерье»

По состоянию на 2024 год на территории Смоленской области действуют ООПТ следующих категорий: национальный парк (1), государственный природный заказник (9), природный парк (1), памятник природы (63), историко-культурный и природный музей-заповедник (1), природный-историко-культурный заказник (1), а также ООПТ местного значения (33). Общая площадь особо охраняемых территорий области — 276,1 тыс. га., что составляет примерно 5,5 % от всей площади региона.

## Национальный парк
- Национальный парк «Смоленское Поозерье»

## Заказники
- Государственный комплексный (ландшафтный) заказник «Исток р. Днепр»
- Государственный биологический (зоологический) заказник регионального значения «Велижский»
- Государственный биологический (зоологический) заказник регионального значения «Ельнинский»
- Государственный биологический (зоологический) заказник регионального значения «Ершичский»
- Государственный биологический (зоологический) заказник регионального значения «Междуреченский»
- Государственный биологический (зоологический) заказник регионального значения «Смоленский»
- Государственный биологический (зоологический) заказник регионального значения «Угранский»
- Государственный биологический (зоологический) заказник регионального значения «Хиславичский»
- Государственный биологический (зоологический) заказник регионального значения «Шумячский»

## Природные парки
- Гагаринский природный парк

## Историко-культурный и природный музей-заповедник
- Историко-культурный и природный музей-заповедник А. С. Грибоедова '«Хмелита»'

## Природный-историко-культурный заказник
- Природный историко-культурный заказник '«Алексино»'

## Памятники природы

### Ботанические памятники природы
| Название ООПТ                                             | Значение (региональный, местный) | Профиль      | Местоположение (административно- территориальная единица) |
| --------------------------------------------------------- | -------------------------------- | ------------ | --------------------------------------------------------- |
| Парк поселка Вонлярово                                    | региональный                     | ботанический | Сафоновский район                                         |
| Берёзовая роща у шахты № 7                                | региональный                     | ботанический | Сафоновский район                                         |
| Парк поселка Вонлярово                                    | региональный                     | ботанический | Смоленский район                                          |
| Парк села Приютино                                        | региональный                     | ботанический | Смоленский район                                          |
| Памятник жертвам Катынской трагедии                       | региональный                     | ботанический | Смоленский район                                          |
| Парк села Нахимовское                                     | региональный                     | ботанический | Холм-Жирковский район                                     |
| Парк деревни Васильево                                    | региональный                     | ботанический | Монастырщинский район                                     |
| Парк поселка Соболево                                     | региональный                     | ботанический | Монастырщинский район                                     |
| Дубовая роща деревни Доброселье                           | региональный                     | ботанический | Монастырщинский район                                     |
| Парк поселка Красное знамя                                | региональный                     | ботанический | Починковский район                                        |
| Берёзовая роща поселка Даньково                           | региональный                     | ботанический | Починковский район                                        |
| Парк поселка Дугино                                       | региональный                     | ботанический | Сычевский район                                           |
| Роща у деревни Розовка                                    | региональный                     | ботанический | Глинковский район                                         |
| Липовый парк у деревни Бражино                            | региональный                     | ботанический | Дорогобужский район                                       |
| Липовый парк у деревни Корсики                            | региональный                     | ботанический | Ершичский район                                           |
| Парк у деревни Климово                                    | региональный                     | ботанический | Ярцевский район                                           |
| Искусственные насаждения сосны Веймутова                  | региональный                     | ботанический | Ярцевский район                                           |
| Искусственные насаждения березы Карельской                | региональный                     | ботанический | Ярцевский район                                           |
| Парк деревни Зарево                                       | региональный                     | ботанический | Хиславичский район                                        |
| Искусственные насаждения кедра сибирского                 | региональный                     | ботанический | Вяземский район                                           |
| Лесопарк                                                  | региональный                     | ботанический | Вяземский район                                           |
| Искусственные насаждения лиственницы                      | региональный                     | ботанический | Духовщинский район                                        |
| Лесной массив                                             | региональный                     | ботанический | Угранский район                                           |
| Мемориальная зона космонавтов: парк имени А. Т. Гагариной | региональный                     | ботанический | Гагаринский район                                         |

### Гидрологические памятники природы
| Название ООПТ                | Значение (региональный, местный) | Профиль         | Местоположение (административно- территориальная единица) |
| ---------------------------- | -------------------------------- | --------------- | --------------------------------------------------------- |
| Озеро Большая Рутавечь       | региональный                     | гидрологический | Руднянский район                                          |
| Озеро Малая Рутавечь         | региональный                     | гидрологический | Руднянский район                                          |
| Озеро Девинка (Девино)       | региональный                     | гидрологический | Руднянский район                                          |
| Озеро Купелище               | региональный                     | гидрологический | Руднянский район                                          |
| Озеро Едрица                 | региональный                     | гидрологический | Руднянский район                                          |
| Озеро Витрино                | региональный                     | гидрологический | Руднянский район                                          |
| Озеро Семлёвское (Стоячее)   | региональный                     | гидрологический | Вяземский район                                           |
| Озеро Стоячее (Озерищенское) | региональный                     | гидрологический | Сафоновский район                                         |
| Озеро Каспля                 | региональный                     | гидрологический | Смоленский район                                          |
| Озеро Купринское             | региональный                     | гидрологический | Смоленский район                                          |
| Озеро Пениснарь              | региональный                     | гидрологический | Смоленский район                                          |
| Озеро Чеплинское             | региональный                     | гидрологический | Велижский район                                           |
| Озеро Акатовское             | региональный                     | гидрологический | Демидовский район                                         |
| Озеро Диво                   | региональный                     | гидрологический | Демидовский район                                         |
| Озеро Петраковское           | региональный                     | гидрологический | Демидовский район                                         |
| Озеро Велисто                | региональный                     | гидрологический | Духовщинский район                                        |
| Озеро Княжное                | региональный                     | гидрологический | Духовщинский район                                        |
| Озеро Бездонное              | региональный                     | гидрологический | Угранский район                                           |

### Комплексные памятники природы
| Название ООПТ                                    | Значение (региональный, местный) | Профиль     | Местоположение (административно- территориальная единица) |
| ------------------------------------------------ | -------------------------------- | ----------- | --------------------------------------------------------- |
| Торфяник «Зевыкинский Мох»                       | региональный                     | комплексный | Вяземский район                                           |
| Озеро и роща у деревни Нагать                    | региональный                     | комплексный | Смоленский район                                          |
| Лесной массив у озера Астрогань                  | региональный                     | комплексный | Смоленский район                                          |
| Исток реки Сож                                   | региональный                     | комплексный | Смоленский район                                          |
| Торфяное болото «Домановское»                    | региональный                     | комплексный | Смоленский район                                          |
| Торфяник «Логуновский Мох»                       | региональный                     | комплексный | Велижский район                                           |
| Торфяник «Борковский»                            | региональный                     | комплексный | Велижский район                                           |
| Торфяник «Матюшинский Мох»                       | региональный                     | комплексный | Велижский район                                           |
| Торфяник «Дроздовский Мох»                       | региональный                     | комплексный | Велижский район                                           |
| Урочище Казаренка (пруд, берёзовая роща)         | региональный                     | комплексный | Ельнинский район                                          |
| Исток реки Десна                                 | региональный                     | комплексный | Ельнинский район                                          |
| Исток реки Угра                                  | региональный                     | комплексный | Ельнинский район                                          |
| Торфяник «Пузекинский Мох»                       | региональный                     | комплексный | Духовщинский район                                        |
| Торфяник «Грублеватское»                         | региональный                     | комплексный | Духовщинский район                                        |
| Торфяник «Трунаево-Конеда»                       | региональный                     | комплексный | Духовщинский район                                        |
| Торфяник «Колодезский Мох»                       | региональный                     | комплексный | Духовщинский район                                        |
| Торфяник «Душак»                                 | региональный                     | комплексный | Ершичский район                                           |
| Исток реки Остер                                 | региональный                     | комплексный | Починковский район                                        |
| Берёзовая роща и пруд у деревни Вяхори           | региональный                     | комплексный | Рославльский район                                        |
| Святой колодец Николая Чудотворца в деревне Луги | региональный                     | комплексный | Рославльский район                                        |
| Красный Бор                                      | региональный                     | комплексный | город Смоленск                                            |
| Исток реки Днепра                                | региональный                     | комплексный | Сычевский район                                           |